# 121e escadrille de chasse polonaise
La 121e escadrille de chasse polonaise est une unité de l'armée de l'air polonaise de l'entre-deux-guerres.

## Historique
Stationnée à la base de Cracovie-Balice, elle est équipée de PZL P.11. Le 20 août 1939 4 avions sont transférés sur le terrain d'Aleksandrowice. Le premier jour de guerre les pilotes d'Aleksandrowice descendent un Do 17 près de Cieszyn et endommagent un Ju 87 près de Kęty et un Hs 126 non loin de Pszczyna. Un P.11 est endommagé lors d'un atterrissage forcé. Le 1er septembre 1939 les trois chasseurs qui restent partent vers 17 heures à Igołomnia où ils rejoignent le reste de l'escadrille. Pendant la campagne de Pologne l'escadrille perd 5 appareils.

## Victoires aériennes
| Date       | Pilote(s)                                                                             | Appareil(s) abattu(s) | lieu     |
| ---------- | ------------------------------------------------------------------------------------- | --------------------- | -------- |
| 01/09/1939 | sous-lieutenant Władysław Gnyś                                                        | 2 Do 17               | Żurada   |
| 01/09/1939 | sous-lieutenant Tadeusz Wilhelm Kowalewski                                            |                       |          |
| 01/09/1939 | sous-lieutenant Wacław Król, aviateur Paweł Kowala                                    | Hs 126 endommagé      | Pszczyna |
| 01/09/1939 | caporal-chef Leopold Flanek                                                           | Ju 87 endommagé       | Kęty     |
| 01/09/1939 | caporal Jan Kremski                                                                   | Do 17                 | Cieszyn  |
| 03/09/1939 | sous-lieutenant Tadeusz Nowak, caporal-chef Leopold Flanek                            | He 111 endommagé      | Kłaj     |
| 03/09/1939 | caporal Jan Kremski                                                                   | 1/2 He 111            | Kłaj     |
| 05/09/1939 | sous-lieutenant Tadeusz Nowak                                                         | 1/2 Bf 110 endommagé  | Dęblin   |
| 09/09/1939 | sous-lieutenant Władysław Gnyś, caporal-chef Leopold Flanek, aviateur Tadeusz Arabski | He 111                | Kielce   |